# Ishikawajima R-1
Ішікаваджіма R-1 або CM-1 (яп. Ishikawajima R-1 (CM-1)) — прототип навчального літака створеного для Імперської армії Японії в 1920-х роках компанією Ішікаваджіма. Через недостатню стабільність не був прийнятий на озброєння.

## Історія
В 1926 році під час роботою над проєктом розвідника T-2 компанія Ishikawajima з власної ініціативи почала роботу над створенням навчального біплана. Як і з T-2 над проєктом працював німецький інженер Густав Лахман, а керівником став Шіро Йошіхара.
Двигуном нового літака мав стати чотирициліндровий рядний двигун ADC Cirrus потужністю 80 к.с., ліцензію на виробництво якого компанія викупила незадовго. Через це початково літак отримав позначення CM-1 від Cirrus Motor, але пізніше його перейменували на R-1 (з яп. 練習機, Реншукі — навчальний літак). R-1 був стандартним дерев'яним одномоторним біпланом з однією парою міжкрильних стійок, тканинним покриттям, фіксованим шасі і відкритою кабіною.
Прототип було завершено в липні 1927 року, і R-1 став першим навчальним літаком японського дизайну який розглядався армією. В цей час наймасовішим навчальним літаком армії був побудований за ліцензією французький Hanriot HD.14 (будувався компанією Mitsubishi). R-1 мав значно сучасніший дизайн, але через погану стабільність (яка була критичною для навчання) не був прийнятий на озброєння армії і серійно не будувався.

## Тактико-технічні характеристики
Дані з Japanese Aircraft 1910—1941

### Технічні характеристики
- Екіпаж: 2 особи
- Довжина: 7,0 м
- Висота: 2,85 м
- Розмах крил: 9,6 м
- Площа крил: 23,4 м²
- Маса пустого: 493 кг
- Маса спорядженого: 683 кг
- Навантаження на крило: 29,2 кг/м²
- Двигун: 4-циліндровий рядний двигун ADC Cirrus I повітряного охолодження
- Потужність: 80 к. с.
- Гвинт: дволопатевий дерев'яний гвинт
- Питома потужність: 8,54 кг/к.с.

### Льотні характеристики
- Максимальна швидкість: 121 км/год
- Крейсерська швидкість: 100 км/год
- Посадкова швидкість: 60 км/год
- Час польоту: 2 год
- Максимальна висота: 4000 м